# Johann Casimir von Häffelin
Johann Casimir von Häffelin (Minfeld, 3 gennaio 1737 – Roma, 27 agosto 1827) è stato un cardinale e vescovo cattolico tedesco.

## Biografia

### Primi anni
Nacque a Minfeld il 3 gennaio 1737, figlio di Daniel Häffelin, di professione landschreiber, e di Elizabeth Schönlaub. È indicato anche coi nomi di Kasimir Johann Baptist.
Studiò all'Università di Pont-à-Mousson, passando poi a quella di Heidelberg ove ottenne il dottorato in teologia nel 1765. Studiò quindi all'Università di Ingolstadt dove ottenne un secondo dottorato in teologia il 5 novembre 1781.
Il 24 settembre 1763 venne ordinato sacerdote e nel 1767 venne assegnato come cappellano alla corte di Carlo Teodoro di Baviera, elettore palatino, divenendo anche membro dell'Accademia delle Scienze dove presentò una dissertazione contro il gusto del gotico ed il suo uso nella letteratura tedesca. Trasferitosi a Monaco di Baviera nel 1778, venne successivamente nominato vicario generale del gran priorato locale del Sovrano Ordine di Malta nel 1782. Vice prevosto della chiesa collegiata della Beata Vergine Maria di Monaco e vice presidente del consiglio ecclesiastico della città dal 1783, nel 1790 ottenne un titolo di nobiltà assieme al fratello Daniel.
Vicario generale della parrocchia anglo-bavarese di San Giovanni di Gerusalemme, il 28 settembre 1787 ottenne l'onorificenza di prelato domestico di Sua Santità.

### Episcopato
Eletto vescovo titolare di Chersoneso di Creta il 28 settembre 1787, venne consacrato l'11 novembre di quello stesso anno nella chiesa di San Michele, del gran priorato dell'Ordine di Malta, a Monaco, da Giulio Cesare Zollio, arcivescovo titolare di Atene, nunzio apostolico in Baviera, assistito da frate Gritz, abate del monastero di Benedikbeuron, e dal canonico Toepsi, prevosto dei canonici regolari di Polling. Al suo ritorno in Baviera, dopo l'occupazione di Roma da parte dell'esercito del Direttorio francese, venne nominato bibliotecario alla corte bavarese (Oberhofbibliotekar) dal duca Massimiliano Giuseppe nel 1799. Con la restaurazione del governo papale a Roma, egli fece ritorno nella Città Eterna come ministro plenipotenziario del re di Baviera presso la Santa Sede dal 1803; egli tentò di concludere un concordato, basato sul modello napoleonico, ma i negoziati vennero interrotti da una nuova occupazione francese di Roma. Egli si ritirò dunque a Napoli ove divenne ambasciatore nel 1810. Dopo la successiva restaurazione pontificia a Roma, tornò come ministro plenipotenziario nel 1815 e mantenne tale incarico per tutta la sua vita, riuscendo a portare avanti il concordato tra Baviera e Santa Sede, siglato con il cardinale Ercole Consalvi, segretario di stato, il 5 giugno 1817.

### Cardinalato
Papa Pio VII lo elevò al rango di cardinale presbitero nel concistoro del 6 aprile 1818, consegnandogli la berretta cardinalizia tre giorni più tardi. Il 25 maggio del 1818 ricevette il titolo di Santa Sabina che cambiò con quello di Sant'Anastasia il 19 aprile 1822. Prese parte al conclave del 1823 che elesse papa Leone XII. Sempre nel 1823, ospite del suo segretario Barone Lotario von Mehlem, che con la famiglia lo aveva seguito dalla Baviera a Roma, consacrò una Cappella dedicata a San Francesco nella sua fattoria di Cetica in Toscana, nella quale fece apporre un suo ritratto a olio con la Croce di Malta, opera di un artista fiorentino e tuttora ivi ben conservato e visibile a richiesta.
Nel viaggio da Monaco a Roma alloggiò nello storico palazzo, ora Hotel Violino d'oro di Venezia. Morì il 27 agosto 1827 all'età di 90 anni. Le sue esequie e la sua sepoltura ebbero luogo nella sua chiesa titolare.

## Genealogia episcopale
La genealogia episcopale è:
- Cardinale Scipione Rebiba
- Cardinale Giulio Antonio Santori
- Cardinale Girolamo Bernerio, O.P.
- Arcivescovo Galeazzo Sanvitale
- Cardinale Ludovico Ludovisi
- Cardinale Luigi Caetani
- Cardinale Ulderico Carpegna
- Cardinale Paluzzo Paluzzi Altieri degli Albertoni
- Papa Benedetto XIII
- Papa Benedetto XIV
- Papa Clemente XIII
- Cardinale Giovanni Carlo Boschi
- Arcivescovo Giulio Cesare Zollio
- Cardinale Johann Casimir von Häffelin